# Нуркович, Адис
Адис Нуркович (босн. Adis Nurković; 28 апреля 1986, Велика-Кладуша) — косовский футболист боснийского происхождения, вратарь албанского клуба «Фламуртари» и национальной сборной Косова.

## Клубная карьера
Адис Нуркович начинал заниматься футболом в боснийском клубе «Крайишник» из своего родного города Велика-Кладуша. Затем он защищал ворота различных боснийских и хорватских клубов. Летом 2017 года Нуркович перешёл в албанский «Фламуртари».

## Карьера в сборной
12 августа 2009 года Адис Нуркович дебютировал в составе сборной Боснии и Герцеговины в домашнем товарищеском матче с командой Ирана, выйдя на замену на 63-й минуте встречи. К тому времени боснийцы выигрывали со счётом 2:0, но в оставшееся время пропустили три гола и проиграли.
Нуркович получил приглашение от главного тренера сборной Косова представлять эту страну на международном уровне. Босниец был женат на гражданке Косово, а правила УЕФА позволяли ему выступать за Косово, так как он родился в бывшей Югославии до начала её распада и имеет право представлять любое из образовавшихся на её месте государств. 11 июня 2017 года Нуркович дебютировал за косоваров в домашнем матче отборочного турнира чемпионата мира 2018 года против команды Турции, выйдя на замену на 53-й минуте.

## Статистика выступлений

### В сборной
| Матчи и пропущенные голы Адиса Нурковича за сборную Боснии и Герцеговины | Матчи и пропущенные голы Адиса Нурковича за сборную Боснии и Герцеговины | Матчи и пропущенные голы Адиса Нурковича за сборную Боснии и Герцеговины | Матчи и пропущенные голы Адиса Нурковича за сборную Боснии и Герцеговины | Матчи и пропущенные голы Адиса Нурковича за сборную Боснии и Герцеговины | Матчи и пропущенные голы Адиса Нурковича за сборную Боснии и Герцеговины | Матчи и пропущенные голы Адиса Нурковича за сборную Боснии и Герцеговины |
| №                                                                        | Дата                                                                     | Место проведения                                                         | Соперник                                                                 | Счёт                                                                     | Голы                                                                     | Соревнование                                                             |
| ------------------------------------------------------------------------ | ------------------------------------------------------------------------ | ------------------------------------------------------------------------ | ------------------------------------------------------------------------ | ------------------------------------------------------------------------ | ------------------------------------------------------------------------ | ------------------------------------------------------------------------ |
| 1                                                                        | 12 августа 2009                                                          | Асим Ферхатович-Хасе, Сараево                                            | Иран                                                                     | 2:3                                                                      | -3                                                                       | Товарищеский матч                                                        |

Итого: 1 матч / 0 голов; eu-football.info Архивная копия от 24 июня 2018 на Wayback Machine.
| Матчи и пропущенные голы Адиса Нурковича за сборную Косова | Матчи и пропущенные голы Адиса Нурковича за сборную Косова | Матчи и пропущенные голы Адиса Нурковича за сборную Косова | Матчи и пропущенные голы Адиса Нурковича за сборную Косова | Матчи и пропущенные голы Адиса Нурковича за сборную Косова | Матчи и пропущенные голы Адиса Нурковича за сборную Косова | Матчи и пропущенные голы Адиса Нурковича за сборную Косова |
| №                                                          | Дата                                                       | Место проведения                                           | Соперник                                                   | Счёт                                                       | Голы                                                       | Соревнование                                               |
| ---------------------------------------------------------- | ---------------------------------------------------------- | ---------------------------------------------------------- | ---------------------------------------------------------- | ---------------------------------------------------------- | ---------------------------------------------------------- | ---------------------------------------------------------- |
| 1                                                          | 11 июня 2017                                               | Лоро Боричи, Шкодер                                        | Турция                                                     | 1:4                                                        | -2                                                         | Квалификация ЧМ 2018                                       |

Итого: 1 матч / 0 голов; eu-football.info Архивная копия от 24 июня 2018 на Wayback Machine.